# Lindsay Hoyle

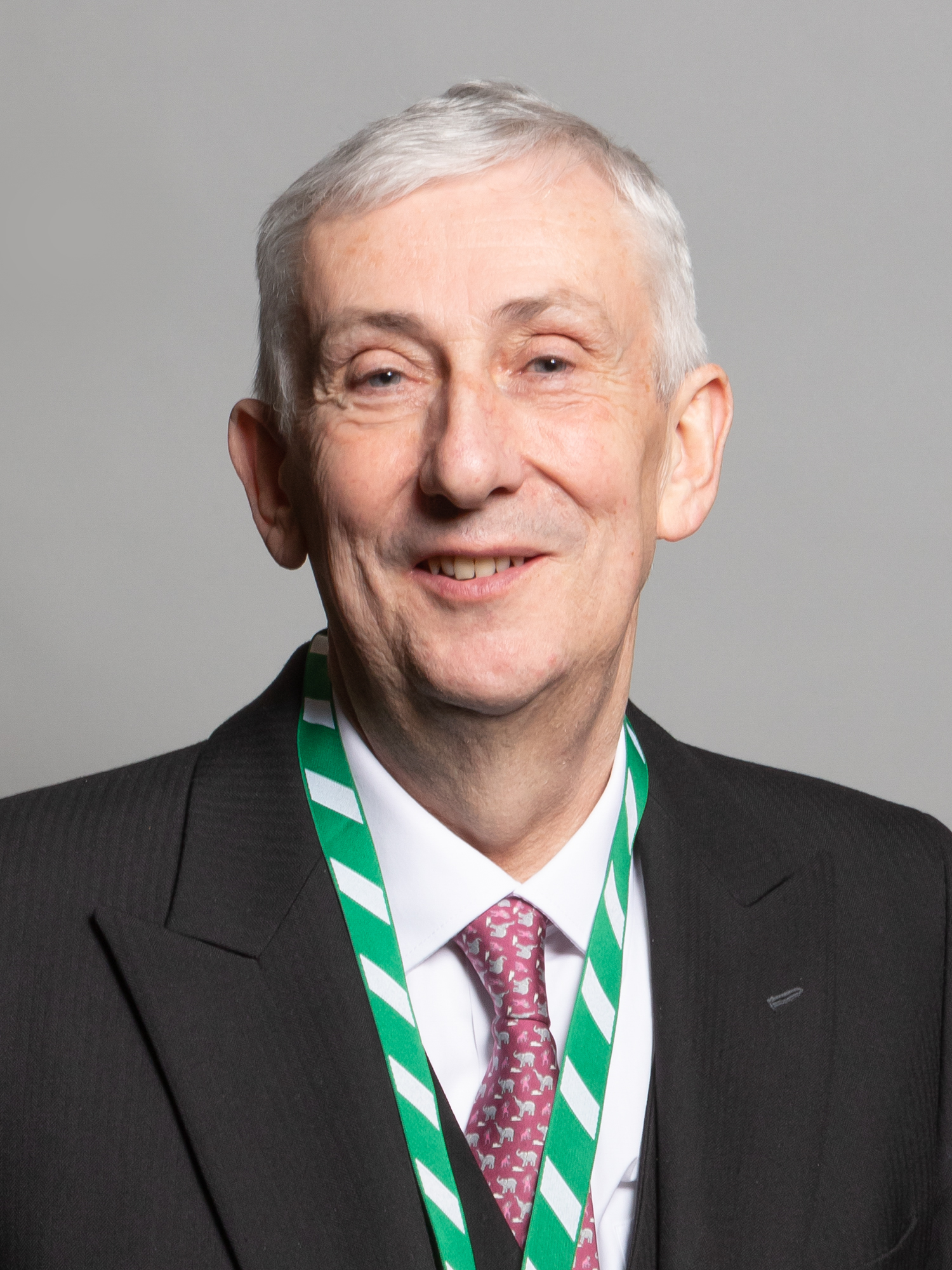
Lindsay Hoyle (2020)

Sir Lindsay Harvey Hoyle (* 10. Juni 1957 in Adlington, Lancashire) ist ein britischer Politiker, Abgeordneter im britischen Unterhaus und seit dem 4. November 2019 dessen Sprecher. Er gehörte vor seiner Wahl der Labour Party an und vertritt seit den Britischen Unterhauswahlen 1997 den Wahlkreis Chorley in der Grafschaft Lancashire.

## Biographie
Hoyle ist der Sohn von Doug Hoyle, Baron Hoyle, der im House of Lords saß, und Pauline Spencer.
Er heiratete Lynda Anne Fowler; die Ehe wurde 1982 geschieden. Im Jahr 1993 heiratete er Catherine Swindley, die er als Teilzeit-Sekretärin beschäftigt. Aus zweiter Ehe hat er zwei Töchter. Vor seinem Gang in die Politik war Hoyle als Unternehmer in der  Textilindustrie tätig.
Zwischen 1980 und 1998 war er als Kommunalpolitiker aktiv und Mitglied des Rats des Boroughs Chorley. Bei der Unterhauswahl 1997 gewann Hoyle als Kandidat der Labour Party den Parlamentssitz für Chorley, das Mandat konnte er bei den nachfolgenden Wahlen erfolgreich verteidigen. 2010 wurde Hoyle stellvertretender Sprecher des Unterhauses (deputy speaker, Chairman of Ways and Means), 2013 Mitglied des Privy Councils. Politisch setzte er sich unter anderem für das Andenken an Diana, Princess of Wales ein und fiel positiv im Zuge der Budgetverhandlungen auf. Im Januar 2018 wurde er zum Knight Bachelor geschlagen und führt seither den Namenszusatz „Sir“.
Nach der Ankündigung von John Bercow, von seinem Amt als Speaker zum 31. Oktober 2019 zurückzutreten, wurde Hoyle als aussichtsreicher Kandidat gehandelt und konnte sich bei der Wahl zum Speaker des House of Commons 2019 am 4. November gegen sechs andere Kandidaten durchsetzen. Er wurde als Nachfolger von John Bercow zum Sprecher des Unterhauses gewählt und noch am selben Tag durch die Königin ernannt.
Er ist einer der Abgeordneten, deren Abstimmungsverhalten im EU-Austritts-Referendum 2016 nicht bekannt ist.
Im Oktober 2019 sorgte Hoyle für Aufsehen, als er angab, dass es im House of Commons Probleme bezüglich Alkoholismus und Medikamentenmissbrauch gibt.
Hoyle lebt in Chorley und ist ein Unterstützer des Fußballvereins Bolton Wanderers.